# Mattachine Society
La Mattachine Society est une association américaine fondée en 1950 par Harry Hay. Avec les Daughters of Bilitis, ces deux associations sont à l'origine du mouvement de libération des droits homosexuels aux États-Unis, qui prend son véritable essor après 1945.

## Fondation
Cette organisation est née grâce à Harry Hay, qui en eut l'idée dès 1948, aidé par un petit groupe d'amis. Elle est inspirée de Der Kreis, un organisme suisse publiant une revue bimensuelle. L'association se forme pour la première fois à Los Angeles, le 11 novembre 1950 : elle rassemble Harry, Rudi Gernreich, Bob Hull, Chuck Rowland, et Dale Jennings. Mais ils ne déposèrent pas officiellement les statuts avant 1954 : cette année-là, un nouveau groupe en prit la tête. 
Plusieurs autres organisations se créèrent peu après à San Francisco, New York, Boston, Chicago, Denver, le District de Columbia, et Philadelphie. Le but premier de la Mattachine Society était d'obtenir la reconnaissance publique de l'homosexualité, surtout en termes de droits - les membres écrivirent dans leur manifeste que « les handicaps physiologiques et psychologiques des homosexuels ne doivent pas dissuader d'intégrer dix pour cent de la population mondiale dans la construction du progrès social de l'humanité ». Ces fameux « 10 % » sont une des conséquences des rapports Kinsey qui commençaient à circuler dans les milieux universitaires notamment.

## Origine du nom de l’association
La Mattachine Society fut nommée ainsi par Harry Hay, qui s'inspira d'un groupe de théâtre masqué de la France médiévale et renaissante, qu'il avait étudié pour préparer un cours de musique populaire dans le cadre d'un projet d'éducation de travailleurs.
Dans un entretien de 1976 avec Jonathan Ned Katz, Hay, interrogé sur les origines du nom Mattachine, mentionne les Sociétés Joyeuses françaises du Moyen Âge et de la Renaissance :
« Une troupe théâtrale était connue sous le nom de Société Mattachine. Ces sociétés, des fraternités secrètes et à vie de citadins célibataires qui ne jouaient jamais en public sans un masque, avaient pour objet de mener à la campagne des danses et des rites lors de la fête des fous, à l'équinoxe de printemps.

Parfois, ces danses rituelles, ou masques, étaient des manifestations paysannes contre l'oppression - à ceci près que les masques, au nom du peuple, subissaient en première ligne les représailles cruelles du seigneur visé.

Aussi prîmes-nous le nom de Mattachine, parce que notre sentiment était que les gays des années 1950 étaient aussi un peuple masqué, inconnu et anonyme, qui pouvait s'engager dans le soutien moral et l'entraide, entre nous et pour les autres, à travers la lutte, pour aller vers une reconnaissance et un changement total. »
Cette troupe française tenait son nom de Mattacino (anglicisé en Mattachino), un personnage-type de commedia dell'arte italienne. Mattacino était une sorte de bouffon, qui parlait franchement au roi en tant que fou autorisé à la cour, quand personne d'autre ne pouvait le faire. Le « mattachin » (de l'arabe mutawajjihin, « porteurs de masque ») était à l'origine des danseurs de sabre mauresques (hispano-arabes) qui portaient des costumes et des masques recherchés et colorés.
La Société Mattachine utilisait pour emblème des losanges que l'on retrouve dans les motifs du costume de l'Arlequin. Le dessin consistait en quatre losanges agencés de manière à former un losange plus grand.

## Prédécesseurs
- La Society for Human Rights fondée par Henry Gerber à Chicago en 1924, éditeur de la revue Friendship and Freedom.